# Marco Fertonani
Marco Fertonani, né le 8 juillet 1976 à Gênes, est un coureur cycliste italien. Passé professionnel en 2002, il compte deux victoires à son palmarès. Contrôlé positif à la testostérone lors du Tour méditerranéen 2007, dont il avait pris la quatrième place, il est suspendu pour deux ans par la fédération italienne de cyclisme.

## Palmarès
- 2004
  - 6e étape du Tour du lac Qinghai
- 2005
  - 5e du Tour de Romandie
- 2006
  - 4e étape du Tour de Castille-et-León
- 2007
  - 1re étape du Tour méditerranéen (contre-la-montre par équipes)

## Résultats sur le Tour d'Italie
- 2004 : 55e
- 2005 : abandon (13e étape)
- 2006 : abandon (18e étape)

## Classements mondiaux
| Année              | 2005 |
| ------------------ | ---- |
| Classement ProTour | 88e  |